# Hemmonsaari (ö i Södra Savolax)
Hemmonsaari är en ö i Finland. Den ligger i sjön Pieni Pyhävesi och i kommunen Mäntyharju i den ekonomiska regionen  S:t Michel och landskapet Södra Savolax, i den södra delen av landet, 170 km nordost om huvudstaden Helsingfors. Öns area är 2,3 hektar och dess största längd är 240 meter i nord-sydlig riktning.